# Tegrolcinia superba
Tegrolcinia superba är en insektsart som beskrevs av De Jong, C. 1939. Tegrolcinia superba ingår i släktet Tegrolcinia och familjen vårtbitare. Inga underarter finns listade i Catalogue of Life.